# NXT Stand & Deliver (2022)
NXT Stand & Deliver (2022) – gala wrestlingu wyprodukowana przez federację WWE dla zawodników z brandu NXT. Odbyła się 2 kwietnia 2022 w American Airlines Center w Dallas w stanie Teksas. Emisja była przeprowadzana na żywo za pośrednictwem serwisu strumieniowego Peacock w Stanach Zjednoczonych i WWE Network na całym świecie oraz w systemie pay-per-view. Była to druga gala w chronologii cyklu NXT Stand & Deliver.
Gala odbyła się tego samego dnia co pierwsza noc WrestleManii 38 i rozpoczęła się o godzinie 13:00 czasu wschodniego. Chociaż było to drugie wydarzenie Stand & Deliver, było to pierwsze, które nie odbyło się jako wydarzenie NXT TakeOver, ponieważ ta seria wydarzeń została przerwana, gdy NXT przekształciło się w NXT 2.0 we wrześniu 2021 roku i powróciło do roli brandu rozwojowego WWE. Było to również pierwsze wydarzenie NXT, które odbyło się poza Florydą od początku pandemii COVID-19 w marcu 2020 roku, a także pierwsze wydarzenie NXT, które odbyło się na arenie od czasu NXT TakeOver: Portland w lutym 2020 roku.
Na gali odbyło się siedem walk, w tym jedna w pre-show. W walce wieczoru Dolph Ziggler pokonał Brona Breakkera broniąc NXT Championship. W innych ważnych walkach, MSK (Nash Carter i Wes Lee) pokonali Imperium (Fabiana Aichnera i Marcela Barthela) i The Creed Brothers (Brutusa Creeda i Juliusa Creeda) zdobywając NXT Tag Team Championship oraz Cameron Grimes pokonał Carmelo Hayesa, Santosa Escobara, Solo Sikoę i Graysona Wallera w Ladder matchu wygrywając NXT North American Championship.

## Produkcja i rywalizacje
NXT Stand & Deliver oferowało walki profesjonalnego wrestlingu z udziałem wrestlerów należących do brandu NXT. Wyreżyserowane rywalizacje (storyline’y) były kreowane podczas cotygodniowych gal NXT i uzupełniający program transmisji strumieniowej online Level Up. Wrestlerzy są przedstawieni jako heele (negatywni, źli zawodnicy i najczęściej wrogowie publiki) i face’owie (pozytywni, dobrzy i najczęściej ulubieńcy publiki), którzy rywalizują pomiędzy sobą w seriach walk mających budować napięcie. Kulminacją rywalizacji jest walka wrestlerska lub ich seria.

### Ladder match o NXT North American Championship
Po zachowaniu tytułu NXT North American Championship 1 marca na odcinku NXT 2.0, Carmelo Hayes ogłosił, że będzie bronił tytułu w Ladder matchu na Stand & Deliver. Pierwszą walką kwalifikacyjną która została ogłoszona było starcie Cameron Grimes vs. Santos Escobar. 15 marca na NXT 2.0, Escobar pokonał Grimesa, by zakwalifikować się do Ladder matchu. Komentując walkę, Hayes i Trick Williams ogłosili kolejne dwie walki kwalifikacyjne, które odbędą się 22 marca na odcinku NXT 2.0: Roderick Strong vs. Solo Sikoa oraz A-Kid vs. Grayson Waller. 22 marca, Solo Sikoa pokonał Rodericka Stronga oraz Grayson Waller pokonał A-Kida kwalifikując się do Ladder match. Po tej drugiej walce Hayes ogłosił iż Grimes, Strong oraz A-Kid otrzymają drugą szansę na zakwalifikowanie się do Ladder matchu i zawalczą w Triple Threat matchu aby ustalić kto z nich zakwalifikuje się do walki. 29 marca na ostatnim odcinku NXT 2.0 przed NXT Stand & Deliver, Grimes pokonał Stronga oraz A-Kida kwalifikując się do Ladder matchu.

### Tommaso Ciampa vs. Tony D’Angelo
15 marca na odcinku NXT 2.0, Tommaso Ciampa wyszedł, by przemówić do NXT Universe, pozornie ogłaszając swoje odejście z NXT. Tony D’Angelo wyszedł wtedy i wyzwał Ciampę na pojedynek, twierdząc, że chce być następnym „Man/Don of NXT”. Ciampa następnie zaakceptował i uścisnął dłoń, zanim D’Angelo zaatakował Ciampę ruchem low blow.

### Mandy Rose vs. Cora Jade vs. Kay Lee Ray vs. Io Shirai
22 marca na odcinku NXT 2.0, Io Shirai i Kay Lee Ray pokonały Dakotę Kai i Wendy Choo, wygrywając turniej Women’s Dusty Rhodes Tag Team Classic 2022. Jednak zamiast walczyć o NXT Women’s Tag Team Championship, Shirai i Lee Ray rzuciły wyzwanie Mandy Rose na walkę o NXT Women’s Championship, a walka o tytuł miała się odbyć na Stand & Deliver jako Fatal 4-Way match z udziałem także Cory Jade.

### Imperium vs. MSK vs. The Creed Brothers
Po pokonaniu MSK (Nash Carter i Wes Lee) i wygraniu turnieju Dusty Rhodes Tag Team Classic na NXT Vengeance Day, The Creed Brothers (Brutus Creed i Julius Creed) otrzymali walkę o NXT Tag Team Championship przeciwko Imperium (Fabian Aichner i Marcel Barthel) na NXT Roadblock, zostali jednak w tajemniczy sposób zaatakowani na backstage’u. MSK zastąpili ich w walce o tytuł, ale walka zakończyła się dyskwalifikacją, gdy Creed Brothers zaatakowali obie drużyny. 15 marca na odcinku NXT 2.0, The Creed Brothers zażądali, kto ich zaatakował, a MSK wyszedł, twierdząc, że ich nie zaatakowali, ale zasługują na walkę o tytuły tag team. Imperium przerwało i zaatakowało obie drużyny, stwierdzając, że będą bronić tytułów przeciwko obu drużynom, ponieważ mistrzowie stwierdzili, że nikogo się nie boją. Walka została później ogłoszona.

### Dolph Ziggler vs. Bron Breakker
8 lutego na odcinku NXT 2.0, Dolph Ziggler po raz pierwszy pojawił się podczas podpisywania kontraktu między Bron Breakkerem a Santosem Escobarem. Tommaso Ciampa również przerwał segment i na koniec zaatakował Zigglera. Aby podekscytować feud, Ciampa zadebiutował na Raw 21 lutego na odcinku Raw, łącząc siły z Finnem Bálorem przeciwko The Dirty Dawgs (Dolph Ziggler i Robert Roode) w zwycięskiej walce i ponownie z Breakkerem, którym zadebiutował w głównym rosterze, 7 marca na odcinku Raw w kolejnym zwycięskim starciu. 8 marca na odcinku NXT 2.0, zatytułowanym NXT Roadblock, Ziggler, Ciampa i Breakker walczyli w Triple Threat matchu o NXT Championship, w którym Ziggler zdobył tytuł po raz pierwszy w swojej karierze. 15 marca na odcinku NXT 2.0, Ziggler zachował swój tytuł przeciwko LA Knightowi, a po tym, jak Breakker wyszedł i wyzwał Zigglera na pojedynek na Stand & Deliver, Ziggler zaakceptował wyzwanie. Kilka minut później ogłoszono pojedynek pomiędzy tą dwójką.

## Gala
| Rola                            | Osoba               |
| ------------------------------- | ------------------- |
| Komentatorzy angielskojęzyczni  | Vic Joseph          |
| Komentatorzy angielskojęzyczni  | Wade Barrett        |
| Komentatorzy hiszpańskojęzyczni | Marcelo Rodríguez   |
| Komentatorzy hiszpańskojęzyczni | Jerry Soto          |
| Spiker                          | Alicia Taylor       |
| Sędziowie                       | Darryl Sharma       |
| Sędziowie                       | Dallas Irvin        |
| Sędziowie                       | Derek Sanders       |
| Sędziowie                       | Will Charlton       |
| Panel Pre-show                  | Sam Roberts         |
| Panel Pre-show                  | McKenzie Mitchell   |
| Panel Pre-show                  | Beth Phoenix        |
| Panel Pre-show                  | Akbar Gbaja-Biamila |

### Pre-show
W pre-show, Dakota Kai i Raquel Gonzalez zmierzyły się z Toxic Attraction (Gigi Dolin i Jacy Jayne) o mistrzostwo kobiet Tag Team NXT. W końcówce, Kai wykonała Helluva Kick na Jayne, a następnie Gonzalez wykonała Chingona Bomb na Jayne i przypięła ją, aby po raz drugi zdobyć tytuły.

### Główne show
W pierwszej walce, Carmelo Hayes bronił mistrzostwo Ameryki Północnej NXT w Ladder matchu przeciwko Santosowi Escobarowi, Cameroni Grimesowi, Solo Sikorze i Graysonowi Wallerowi. W końcówce, Cameron Grimes odczepił tytuł i wygrał walkę oraz odpowiedni tytuł.
W drugiej walce, Tony D’Angelo zmierzył się z Tommaso Ciampą. W końcówce, Angelo wykonał Fisherman Suplex na Ciampie, aby wygrać walkę, która była ostatnią walką Ciampy w NXT. Następnie Triple H wyszedł zza kulis, aby podzielić się wyjątkowym momentem z Ciampą i oboje objęli się i poszli za kulisy.
W trzeciej walce, Imperium (Fabian Aichner i Marcel Barthel) bronili mistrzostwo Tag Team NXT przeciwko MSK (Nash Carter i Wes Lee) i The Creed Brothers (Brutus Creed i Julius Creed) w Triple Threat Tag Team matchu. W końcówce, Carter wykonał Frankensteinera na Barthelu tylko po to, by Wes Lee złapał Barthela w powietrzu i wykonał Sitout Powerbomb na Barthelu, aby zdobyć tytuły po raz drugi u boku Cartera.
W przedostatniej walce, Mandy Rose broniła mistrzostwo kobiet NXT przeciwko Corze Jade, Kay Lee Ray i Io Shirai. W kulminacyjnym momencie, Jade wykonała Canadian Destroyer na Kay Lee Ray. Poza ringiem, Io Shirai wykonał Moonsault na Lee Ray. W końcówce, Shirai wykonała Moonsault na Jade, ale kiedy spróbowała przypiąć, Rose wykonała Bicycle Knee na Shirai, aby zachować tytuł. Przed walką, Rose zadebiutowała z nowym niestandardowym wyglądem tytułu kobiet NXT z białym pasem i wielokolorowym wzorem z niestandardowymi płytkami.
Przed walką wieczoru, Gunther zmierzył się z LA Knightem. W końcówce, Gunther wykonał Powerbomb na Knightcie, aby wygrać walkę.

### Walka wieczoru
W walce wieczoru, mistrz NXT Dolph Ziggler w towarzystwie Roberta Roode’a zmierzył się z Bron Breakkerem. Na początku walki, sędzia wyrzucił Roode’a po ingerencji, po czym Ziggler zdjął nakładkę na narożnik. Walka była wyrównana przez cały czas, przy czym Breakker pokazywał swoją siłę, a Ziggler popisywał się swoimi technicznymi umiejętnościami zapaśniczymi. Przez całą walkę, Ziggler odkopał po Spearze, a następnie Breakker odpokował Zig-Zagu. Po kolejnym Spearze i Military Press Powerslam, Roode wrócił, by wyjąć Zigglera z osłony, po tym sędzia nie zakończył walki przez dyskwalifikację. Następnie Ziggler, wbił Breakkera w odsłoniętą podkładkę narożnika i uderzył Breakkera Superkickiem, aby wygrać walkę i zachować mistrzostwo.

## Karta walk
| Nr                                                                   | Wyniki | Stypulacje                                               | Czas  |
| -------------------------------------------------------------------- | --- | -------------------------------------------------------- | ----- |
| 1P                                                                   | Raquel González i Dakota Kai pokonały Toxic Attraction (Gigi Dolin i Jacy Jayne) (c) poprzez pinfall                                                                                             | Tag Team match o NXT Women’s Tag Team Championship       | 7:53  |
| 2                                                                    | Cameron Grimes pokonał Carmelo Hayesa (c) (z Trick Williamsem), Santosa Escobara (z Legado Del Fantasma), Solo Sikoę i Graysona Wallera (z Sangą)                                                | Ladder match o NXT North American Championship           | 21:01 |
| 3                                                                    | Tony D’Angelo (z AJ Galante) pokonał Tommaso Ciampę poprzez pinfall | Singles match                                            | 13:11 |
| 4                                                                    | MSK (Nash Carter i Wes Lee) pokonali Imperium (Fabiana Aichnera i Marcela Barthela) (c) i The Creed Brothers (Brutusa Creeda i Juliusa Creeda) (z Malcolmem Bivensem i Ivy Nile) poprzez pinfall | Triple Threat Tag Team match o NXT Tag Team Championship | 11:22 |
| 5                                                                    | Mandy Rose (c) pokonała Corę Jade, Kay Lee Ray i Io Shirai poprzez pinfall | Fatal 4-Way match o NXT Women’s Championship             | 13:28 |
| 6                                                                    | Gunther pokonał LA Knighta poprzez pinfall | Singles match                                            | 10:24 |
| 7                                                                    | Dolph Ziggler (c) (z Robertem Roodem) pokonał Brona Breakkera poprzez pinfall | Singles match o NXT Championship                         | 16:14 |
| (c) – mistrz/mistrzyni przed walkąP – walka miała miejsce w pre-show | |                                                          |       |